# Roderick Miranda
Roderick Jefferson Gonçalves Miranda (Odivelas, 30 maart 1991) is een Portugees voetballer die doorgaans als centrale verdediger speelt. Hij verruilde Rio Ave in juli 2017 voor Wolverhampton Wanderers, waarmee hij in het seizoen 2017/18 promoveerde naar de Premier League.

## Clubcarrière
Roderick verruilde op negenjarige leeftijd het kleine Odivela voor Benfica. In augustus 2011 werd hij uitgeleend aan Servette. Op 31 juli 2012 werd hij uitgeleend aan het Spaanse Deportivo La Coruña. In januari 2013 werd hij terug naar Benfica gehaald. In 2013 maakte hij de overstap naar Rio Ave FC. In 2017 tekende Miranda een contract bij het Engelse Wolverhampton Wanderers FC. De Wolves leende hem uit aan Olympiakos Piraeus en FC Famalicão. 

## Interlandcarrière
Miranda kwam uit voor diverse Portugese jeugdelftallen. In 2011 verloor hij met Portugal -20 de finale van het WK -20 in Colombia.
1 Sá ·
2 Doherty ·
3 Aït-Nouri ·
4 Bueno ·
6 Traoré ·
6 André ·
8 J. Gomes ·
9 Strand Larsen ·
11 Hwang ·
12 Cunha ·
14 Mosquera ·
15 Dawson ·
18 Kalajdžić ·
19 R. Gomes ·
20 Doyle ·
21 Sarabia ·
22 Semedo ·
24 T. Gomes ·
25 Bentley ·
27 Bellegarde ·
29 Guedes ·
30 González ·
31 Johnstone ·
33 Meupiyou ·
34 Djiga ·
37 Lima ·
39 Cundle ·
40 King ·
Coach: Pereira